# Serie C
Die Serie C (Name bis 2008 und seit 2017; von 2008 bis 2017 Lega Pro) ist die dritthöchste Liga im italienischen Profifußball. Sie war von 1978 bis 2014 in die zwei Klassen Prima Divisione (1. Division; ehemals Serie C1) und Seconda Divisione (2. Division; ehemals Serie C2) unterteilt, die hierarchisch die dritte und vierte Liga ergaben. Jede dieser Ligen war wiederum in zwei (1. Division) bzw. drei Gruppen (2. Division) unterteilt. Seit der Saison 2014/15 war die Lega Pro in drei gleichwertige Gruppen unterteilt; 2017 erhielt sie nach knapp zehn Jahren wieder den Namen Serie C.

## Grundsätzliches
In jeder Gruppe spielen grundsätzlich jeweils 20 Mannschaften; tatsächlich ergibt sich die Vereinsanzahl jedoch öfter neu, etwa durch Lizenzentzüge und Zwangsabstiege aus und in die Serie C.
Der formelle Name der Ligen lautete Lega Professionisti Serie C1 und Lega Professionisti Serie C2, jeweils mit den Zusätzen „Girone A“, „B“ oder „C“ für die jeweiligen Gruppen. Ausrichter der Serie C-Meisterschaften ist die Lega Italiana Calcio Professionistico, eine Unterorganisation des italienischen Fußballverbandes, der FIGC.
Die Zuweisung in die drei Gruppen erfolgt durch die Lega Italiana Calcio Professionistico. Üblicherweise haben dabei geografische Kriterien Vorrang, so dass die Gruppen grob in eine nordwest-, nordost- und süditalienische Liga eingeteilt werden. Manchmal ergibt sich das jedoch nicht so eindeutig, so dass dieser Grundsatz auch gelegentlich gebrochen wird.
Saisonbeginn ist Anfang September, Saisonende Anfang Mai. Die Hinrunde endet, wie in ganz Italien, vor Weihnachten und die Rückrunde beginnt üblicherweise am ersten Sonntag nach dem 6. Januar. Die Spiele werden üblicherweise zwischen Freitagabend und Sonntagabend aufgeteilt.
Wie in allen italienischen Ligen geht es auch in der Serie C jährlich um Auf- und Abstiege. Die Erstplatzierten steigen direkt in die Serie B auf, die Vereine auf den Plätzen zwei bis zehn sowie der Gewinner der Coppa Italia Lega Pro (falls dieser nicht bereits direkt absteigt, aufsteigt oder sich in der Relegation zur Serie D befindet) spielen einen weiteren Aufsteiger aus. Die Runden setzen sich dabei wie folgt zusammen:
- Erste Runde: Zehnt- bis Fünftplatzierte steigen ein, neun Spiele
- Zweite Runde: Viertplatzierte steigen ein, sechs Spiele
- Dritte Runde: Drittplatzierte sowie der Gewinner der Coppa Italia Lega Pro steigen ein, fünf Spiele, Hin- und Rückspiel
- Viertelfinale: Zweitplatzierte steigen ein, Hin- und Rückspiel
- Halbfinale: Hin- und Rückspiel
- Finale: Hin- und Rückspiel

In der ersten und zweiten Runde gewinnt das höherplatzierte Team nach 90 Minuten, falls es noch unentschieden steht.
Aus den drei Gruppen steigen jeweils zwei Mannschaften direkt in die Serie D ab, drei weitere Absteiger werden über Hin- und Rückspiele zwischen den Tabellensiebzehnten und -achtzehnten der drei Ligen bestimmt.
Die Serie C kommt immer wieder ins Gespräch, wenn Vereinen in höheren Ligen die Lizenz entzogen wird. Üblicherweise beginnen diese Vereine in diesen Ligen dann neu. Beinahe jedes Jahr müssen traditionsreiche Vereine hier neu anfangen (SSC Neapel, FC Messina, AC Turin, Fiorentina). Diese Vereine sind jedoch zumeist sehr schnell wieder in der Serie A angekommen.

## Titel
Anders als in anderen europäischen Ligen ermitteln die Serie-C-Mannschaften ihre eigenen Pokal- und Supercup-Sieger. Die bestplatzierten Serie C-Vereine der vergangenen Saison nehmen üblicherweise am regulären Pokalturnier, der Coppa Italia, teil und alle Mannschaften der italienischen Serie C spielen ihren eigenen Coppa-Italia-Serie-C-Sieger aus. Seit dem Jahr 2000 findet zusätzlich auch ein Supercup-Spiel in der Serie C statt. Die Meister der drei Gruppen der Serie C ermitteln den Sieger des italienischen Supercups der Serie C.
Siehe auch: Italienische Pokalwettbewerbe, Supercoppa di Serie C, Coppa Italia Serie C

## Meister und Aufsteiger (seit 2014)
| Saison  | Girone A       | Girone B            | Girone C          | Aufsteiger über Play-offs |
| ------- | -------------- | ------------------- | ----------------- | ------------------------- |
| 2014/15 | Novara Calcio  | Teramo Calcio       | US Salernitana    | Como Calcio               |
| 2015/16 | AS Cittadella  | SPAL Ferrara        | Benevento Calcio  | AC Pisa                   |
| 2016/17 | US Cremonese   | FC Venedig          | Foggia Calcio     | Parma Calcio              |
| 2017/18 | AS Livorno     | Calcio Padova       | US Lecce          | Cosenza Calcio            |
| 2018/19 | Virtus Entella | Pordenone Calcio    | SS Juve Stabia    | AC Pisa, Trapani Calcio   |
| 2019/20 | AC Monza       | L.R. Vicenza Virtus | Reggina 1914      | Reggio Audace             |
| 2020/21 | Como 1907      | AC Perugia Calcio   | Ternana Calcio    | US Alessandria Calcio     |
| 2021/22 | FC Südtirol    | FC Modena           | SSC Bari          | FC Palermo                |
| 2022/23 | Feralpisalò    | AC Reggiana         | US Catanzaro 1929 | Calcio Lecco              |
| 2023/24 | Mantova 1911   | FC Cesena           | SS Juve Stabia    | Carrarese Calcio          |
| 2024/25 | Calcio Padova  | Virtus Entella      | US Avellino 1912  | Delfino Pescara 1936      |